# Sounds of Decay
Sounds of Decay — музичний альбом гурту Katatonia. Виданий у грудні 1997 року лейблом Avantgarde Music. Загальна тривалість композицій становить 18:37. Альбом відносять до напрямку дум-метал.

## Список пісень
1. «Nowhere» — 6:08
2. «At Last» — 6:13
3. «Inside The Fall» — 6:20